# منطق فرست‌گیر گانینگ
منطق فِرِست‌گیر گانینگ (به انگلیسی: Gunning transceiver logic) (اختصاری GTL) یک نوع سیگنال‌دهی منطقی است که برای راه‌اندازی گذرگاه صفحه‌پشت (به انگلیسی: backplane) الکترونیکی استفاده می‌شود. جی‌تی‌ال دارای ولتاژ متغیر بین ۰٫۴ – ۱٫۲ می‌باشد که بسیار کمتر از مدار منطقی به کار گرفته شده در TTL و CMOS و همچنین پایانه مقاومتی موازی و متقارن می‌باشد. بیشینه فرکانس سیگنال‌دهی حدود ۱۰۰ مگاهرتز مشخص گردیده‌است درحالی‌که شماری از کاربردها از فرکانس‌های بالاتری استفاده می‌کنند. جی‌تی‌ال توسط استاندارد جدک جی‌ئی‌اس‌دی ۸–۳ (۱۹۹۳) تعریف‌شده‌است و وسیلهٔ ویلیام گانینگ درحالی‌که برای زیراکس در مرکز تحقیق پالو آلتو کار می‌کرد ابداع شد.
همه اینتل گذری جلو سمت از جی‌تی‌ال استفاده می‌کند، که نمونهٔ ۲۰۰۸ آن جی‌تی‌ال در این FSBsها ماکزیمم فرکانس ۱٫۶ گیگا هرتز دارد. گذرگاه سمت-جلو اینتل پنتیوم پرو- پنتیوم II و ریز پردازنده‌های پنتیوم III از جی‌تی‌ال+ (یا جی‌تی‌ال‌پی) استفاده می‌کند که به وسیلهٔ فرچاید سمیکناکتر نسخه به روز شدهٔ جی‌تی‌ال که سطوح ولتاژ بالاتر و نرخ‌چرخش دارد تعیین کرده‌است. ای‌جی‌تی‌ال+ علامت اختصاری منطق فرستنده و گیرنده کمکی گانینگ یا منطق فرست‌گیر پیشرفته گانینگ می‌باشد و مشتقات سیگنال‌دهی جی‌تی‌ال که در ریز پردازنده‌های اینتلی استفاده می‌شود، وجود دارد.